# Liège Monarchs
I Liège Monarchs sono una squadra di football americano di Liegi, in Belgio. Sono stati fondati nel 2008 in seguito alla fisione tra i Liège Red Roosters (già vincitori del titolo nazionale nel 1987) e i Flémalle Flames.

## Dettaglio stagioni

### Campionato

#### BAFL/BAFL Elite
| Stagione | regular season | regular season | regular season | regular season | regular season | regular season | playoff | playoff | playoff | playoff | playoff | playoff    | playoff               |
|          | Vin            | Par            | Per            | Tot            | PF             | PS             | Vin     | Per     | Tot     | PF      | PS      | risultato  | avversaria            |
| -------- | -------------- | -------------- | -------------- | -------------- | -------------- | -------------- | ------- | ------- | ------- | ------- | ------- | ---------- | --------------------- |
| 2014     | 3              | 0              | 2              | 5              | 152            | 87             | 0       | 1       | 1       | 12      | 51      | Wild Card  | Brussels Black Angels |
| 2015     | 4              | 1              | 1              | 6              | 112            | 57             | 0       | 1       | 1       | 12      | 22      | Wild Card  | Ostend Pirates        |
| 2016     | 2              | 1              | 3              | 6              | 114            | 131            | 0       | 1       | 1       | 6       | 35      | Wild Card  | Ostend Pirates        |
| 2017     | 1              | 1              | 5              | 7              | 43             | 192            | -       | -       | -       | -       | -       | -          | -                     |
| 2018     | 1              | 1              | 5              | 7              | 98             | 228            | -       | -       | -       | -       | -       | -          | -                     |
| 2019     | 3              | 1              | 3              | 7              | 130            | 140            | 0       | 1       | 1       | 0       | 51      | Semifinale | Brussels Black Angels |
| 2020     | 0              | 0              | 1              | 1              | 0              | 31             | -       | -       | -       | -       | -       | -          | -                     |
| Totale   | 14             | 5              | 20             | 39             | 649            | 866            | 0       | 4       | 4       | 30      | 159     |            |                       |

Fonti: Enciclopedia del Football - A cura di Roberto Mezzetti

## Riepilogo fasi finali disputate
| Anno           | Luogo      | Evento              | Fase del torneo | Incontro                               | Risultato |
| 8 giugno 2014  | Bruxelles  | BFL                 | Wild Card       | Brussels Black Angels - Liège Monarchs | 51 - 12   |
| 7 giugno 2015  | Liegi      | BAFL                | Wild Card       | Liège Monarchs - Ostend Pirates        | 12 - 22   |
| 5 giugno 2016  | Ostenda    | BAFL                | Wild Card       | Ostend Pirates - Liège Monarchs        | 35 - 6    |
| 15 giugno 2019 | Anderlecht | BAFL Elite Division | Semifinale      | Brussels Black Angels - Liège Monarchs | 51 - 0    |